# Джедай
Джедаите (Jedi, още Jedi knights – рицари джедаи) са фиктивна военно-монашеска мироопазваща организация от сагата Междузвездни войни. Те използват специална енергия, позната като Силата и оръжия, наречени светлинни мечове, които излъчват енергиен лъч под формата на меч, за да служат и защитават Галактическата република и цялата галактика при конфликти и нестабилно управление. Те понякога участват в мирните преговори между планетите и ако е необходимо използват своите невероятни бойни умения да потушават създалото се напрежение. Джедаите се ръководят от Съвет от 12 членове, който се състои от най-мощните и мъдри членове на организацията. Джедаите служат на кодекса на морала и справедливостта, и владеят Светлата страна на Силата, а не Тъмната страна.

## Произход и кратка история на Ордена на джедаите
Джедайският Орден бил създаден приблизително по време на създаването на Галактическата република, 25 000 години ПБЯ. Според малкото информация, останала след толкова време, големите групи от адепти на Силата се събрали и създали организацията, която просъществувала 250 века и е оставила много дълбоки следи в историята на цялата галактика.
Най-известните от тези три групи били паладините от Катоската академия, Последователите на Палава, и Орденът на Дай Бенду. Смята се, че събирането се състояло на Тайтън. По време на събирането обаче възникнал конфликт, защото не всички следвали Ашла – Светлата страна, а Боган – Тъмната.
Така започнали Войните на Силата на Тайтън, които продължили стотина години. От останките бил създаден Ордена на джедаите.
(-)продължава.

## Времева линия на важните събития в историята на Ордена на джедаите
- 25 000 ПБЯ – Основането на Стария орден на джедаите.
- 24 500 ПБЯ – 24 400 ПБЯ – Голямото разцепление.
- 7000 ПБЯ – Стогодишната тъма.
- 5000 ПБЯ – Великата хиперпространствена война.
- 4015 ПБЯ – 3951 ПБЯ – Старите войни със ситите.
- 2000 ПБЯ – 1000 ПБЯ – Новите войни със ситите.
- 1000 ПБЯ – Руусанската реформация.
- 32 ПБЯ – Ситите се завръщат.
- 22 ПБЯ – 19 ПБЯ – Войната на клонингите.
- 19 ПБЯ – началото на Великата джедайска чистка, която унищожава Ордена на джедаите.
- 19 ПБЯ – Ситите поемат контрол над галактиката, създавайки Галактическа империя под управлението на Дарт Сидиъс и дясната му ръка Дарт Вейдър.
- 4 СБЯ – Люк Скайуокър става първият от новото поколение джедаи и изиграва ключова роля в падението на Галактическата империя и възстановяването на свободата в галактиката.
- 11 СБЯ – Люк Скайуокър основава Нова джедайска академия на Явин 4.
- 25 СБЯ – 30 СБЯ – Войната с расата южън вонг.
- около 130 СБЯ – Ситите се завръщат

## Път
Няма емоция, има покой.
Няма невежество, има познание.
Няма страст, има мир.
Няма хаос, има хармония.
Няма смърт, съществува само Силата.
– Джедайският Кодекс (Базиран на записките на Одан-Ур)
Още – тук

## Обучение
„Пътят на джедая не е лесен, и дори да успееш, те очаква труден живот.“
Куай-Гон Джин

## Начин на живот
„Насилието не е пътят на джедая“

## Силата
Силата е енергийно поле, което обгражда всичко и се концентрира в живите същества. Силата е навсякъде, и способните да я усещат и направляват владеят необичайни за другите хора умения. Най-общо казано, Силата е „енергията на живота“, макар и да я има и в неживата природа.
Силата се дели на Светла и Тъмна страна. На практика това е напълно абстрактно разделение, породено от възприятията и моралните ценности на разумните същества, и като такова то не съществува реално. Светлата страна е използване на Силата за помощ, лечение и развитие, а Тъмната – на разруха, хаос и властване.

## Джедайски орден
Орденът на джедаите е измислена религиозна организация от Джордж Лукас за сагата му „Междузвездни войни“. Орденът е бил създаден 25 000 г. ПБЯ наравно с Галактическата република и оттогава насетне е нейна опора. Джедаите използват Силата – невидимо поле обхващащо всичко и всички във вселената. Орденът е бил заличаван няколко пъти, но винаги е бил възстановяван. Орденът е в основата на „Междузвездни войни“ със своите рицари джедаи, които са пазителите на реда и мира във вселената. Вечният враг на Ордена на джедаите е Орденът на ситите.

## Политическа организация

### Трите стълба на джедайската мощ
- Познанието, съдържано в джедайския архив
- Силата
- самодисциплината

## Структура на ордена

### Джедайски рангове и титли
На пръв поглед степените в Ордена на джедаите са малко, и поне за основните това е така. Но има и някои, в известна степен, междинни рангове, които през вековете се преливали един в друг.
- Ученик – Така се наричат децата, които са доведени в някой от джедайските храмове. Те тренират около 10 години, докато са готови да станат падауани. Тази титла често се размива с падауан.
- Падауан – Това е ученик, който след години усилено основно обучение е избран от рицар или майстор за персонален ученик. Той бива обучаван отделно, самостоятелно и е пращан на мисии със своя учител. Когато навърши 14 – 15 години, трябва да започне да мисли за създаването на собствен светлинен меч, като това е една от най-важните стъпки към следващия ранг.
- Рицар – Това е падауан, който е преминал трите изпита – Контрол, Промяна и Усещане, и е създал свой собствен светлинен меч. Рицарят има право да си избере падауан веднага след като получи титлата си, но това не е препоръчително. В миналото, а и по време на Републиката, рицар джедай е било общо и нарицателно наименование за членовете на Ордена от външните хора, а като степен съществува само вътрешно.
- Учител – Макар това практически да не е титла, а възможност на рицар или майстор да обучава някого, е важно този термин да бъде разглеждан отделно. В много от преводите титлите Учител и Майстор погрешно се смесват, което може да обърка феновете. Това е поради факта, че на английски език „Master“ означава едновременно майстор, учител и господар. Когато един ученик нарече учителя си „Master“, той има предвид „учителю“. Т.е. Учителят може и да е само рицар, немайстор, но въпреки това ученикът е длъжен да го нарича „Master“. Също така, когато ученикът се обръща към друг джедай, който седи по-високо от него в йерархията, той също използва думата „Master“, макар не в смисъла ѝ като конкретния ранг.
- Майстор – Рицар, който поради изпълнението на някаква важна мисия, напредъка си в изучаването на Силата или някаква друга причина, бива провъзгласен от Джедайския съвет за майстор джедай. Майсторите са обикновено тези, които се пращат на по-важните мисии, като водачи на голяма група от рицари и падауани. Те най-често участват в дипломатически мисии, тъй като се предполага, че са натрупали най-много опит. Майсторът не само получава по-висок статус, но и достъп до забраненото за по-младите и неопитни знание, като древни джедайски и дори ситски холозаписи и холокрони.
- Член на Съвета – Джедайският съвет е най-висшето управленческо тяло в Орденена на джедаите. Почти винаги се смята за задължително един бъдещ член на Съвета да е достигнал ранга на майстор преди да бъде приет. Макар на теория Съветът да е сборище на равнопоставени джедаи, в него има твърде явно изявени лидери като Йода или Мейс Уинду.